# 高山ダム
高山ダム（たかやまダム）は、京都府相楽郡南山城村、一級河川・淀川水系名張川に建設されたダムである。

## 沿革

### 建設までの道程
淀川は近畿地方の大動脈として関西の政治・経済活動に深く関与している。しかし古来から氾濫を繰り返す河川でもあった。このため明治以降瀬田川洗堰建設や巨椋池の宇治川からの離断・干拓、新淀川開鑿等様々な対策を講じていた。だが1953年（昭和28年）に淀川流域を襲った台風13号は、今までの河川改修を嘲うかのように大きな被害をもたらした。
全国的に水害の被害が連年勃発し、敗戦で壊滅した日本経済がさらに疲弊することを恐れた経済安定本部は淀川を始め利根川・北上川・木曽川・吉野川・筑後川等主要10水系において河川総合開発計画を進め、これ以上の水害による被害拡大を阻止しようとした。多目的ダム建設を骨子とした「河川改訂改修計画」は1949年（昭和24年）に発表されたが、淀川水系においても1954年（昭和29年）より「淀川水系改訂基本計画」が策定された。建設省近畿地方建設局（現・国土交通省近畿地方整備局）はこの計画に沿い、台風13号水害での洪水流量を基準値として治水対策を講じた。淀川本川においては瀬田川浚渫・瀬田川洗堰改築を始め堤防強化に加え、天ヶ瀬ダムを建設する計画を立てた。
木津川流域においては、木津川本川に有力なダムサイト地点を見出せなかったことから支流の開発を検討した。この中で名張川が着目され建設省は名張川本川に月ヶ瀬ダムを、宇陀川に宇陀川ダム（後の室生ダム）を建設する計画を立て、「木津川上流総合開発事業」として1952年（昭和27年）より現地点での予備調査に着手した。

### 完成までの道程
1958年（昭和33年）よりダムの具体的な型式や貯水容量等を検討する実施計画調査に入ったが、翌1959年（昭和34年）に伊勢湾台風が台風13号の洪水流量を超える水害を引き起こしたため洪水調節計画を再検討した。さらに関西圏の急激な人口増加と阪神工業地帯の拡充により水需要が逼迫し、水資源開発の必要性が叫ばれ1962年（昭和37年）に「水資源開発促進法」が施行された。
利根川と共に淀川は「水資源開発基本計画」の指定河川として以後水資源開発公団（現・水資源機構）が総合的な利水事業を行うこととなり、高山ダムは宇陀川ダムと共に公団に事業が移管された。補償交渉は京都府・奈良県・三重県の3県に跨り196世帯が水没する上、国の名勝に指定されている月ヶ瀬梅林の一部が水没することから難航を極めた。紆余曲折を経て予備調査開始から17年後の1969年（昭和44年）完成した。

### 村の水没と補償問題

#### 補償交渉について
ダム建設予定地となった南山城村では、昭和29年9月1日、家屋水没予定者30数名により「高山村水没組合」が結成された。その後、土地水没被害者も加入し、昭和33年9月には「高山ダム被害者同盟」と名称を改め個人補償交渉を進めた。

#### 水没地区の概要
高山ダムでは建設のために川端と広瀬（田山地区広瀬の対岸）の2部落が水没した。
主な水没範囲は、宅地11,910坪38、水田1町2反7畝25歩、畑7町2反1畝02歩（このうち上畑5反7畝12歩、茶畑5町9反1畝09歩、畑地7反25歩）、墓地208坪50、山林77町4反6畝28歩、竹林2町7反5畝22歩である。

### 年表
- 1952年 - 予備調査に着手
- 1954年 - ダム建設地を高山地区に決定。試錐・試掘を実施
- 1955年 - ダム建設地の試掘と併せて付替道路の調査
- 1957年 - ダム地点原石山予定地および仮設備予定地の試錐
- 1960年4月 - 近畿地方建設局「高山ダム調査事務所」を奈良市に設置
- 1962年10月 - 建設が建設省から水資源開発公団（現水資源機構）に引き継がれる
- 1964年 - 工事用道路開通、現場事務所開設。大成建設、奥村組の共同企業体と建設工事契約を完了
- 1965年 - 公団調査事務所を奈良市より移転。本体掘削、仮設備工事、仮排水トンネル工事に着手。付替道路工事も一斉に着手
- 1966年10月 - ダム本体コンクリート打設
- 1968年 - ダムの一部使用開始。仮排水トンネルを閉鎖
- 1968年7月 - ダム管理所建設所建設工事を着工。
- 1968年12月 - ダム本体コンクリート打設を完了。同時に仮設備を撤去し、これと併せダムサイトの公園化整備
- 1969年3月 - 本湛水開始
- 1969年4月 - 完工式を実施

## 木津川ダム群の中核
ダムは当初月ヶ瀬ダムの名称であったが、水没する旧・高山村の名称を残したいとする水没住民の意向を受け、現在の高山ダムに名称が変更された。当初は薗原ダム（片品川）と同じ外観の重力式コンクリートダムとして計画されていたが、比較的岩盤が堅固だったこともあって型式を重力式アーチダムに変更して工事費圧縮を図っている。堤高は67.0mであり重力式アーチダムとしては大規模なもので、近畿地方では高山ダム以外には七色ダム（北山川）がある。
目的は木津川・淀川流域の洪水調節、不特定利水（木津川流域の既成農地が取水している既得農業用水の確保）、大阪市・枚方市・守口市といった大阪府及び神戸市・西宮市・尼崎市等兵庫県の人口密集地帯への上水道供給、関西電力が行う水力発電（認可出力6,000kW）の多目的ダムである。名張川筋で初めてのダムで流域ダムの中核的存在を担い、現在は水資源機構・木津川ダム統合管理事務所によって管理されている。
この後名張川流域には青蓮寺ダム（1970年）・室生ダム（1973年）・布目ダム（1991年）・比奈知ダム（1998年）が相次いで完成し、関西圏の重要な水がめとなっている。なお、木津川の左支川・前深瀬川には現在川上ダムが建設中である。

## 観光
ダム湖の名前は月ヶ瀬湖と命名されたが、名前の元になったのは湖畔にある名勝・月ヶ瀬梅林である。春には1万本以上のウメが咲き乱れ大阪・京都・名古屋方面から多数の観光客が訪れ、春の息吹を目と匂いで楽しませている。梅林付近には月ヶ瀬温泉もあるほか、少し足を伸ばせば伊賀上野城と伊賀流忍者博物館、後醍醐天皇が潜幸した笠置山、長谷寺や室生寺、赤目四十八滝と香落渓も近距離にある。国道163号・国道25号・名阪国道がダム付近を通過しているため自動車でのアクセスが便利で、大阪市・京都市の各中心部から1時間半位で行くことが可能である。
また、高山ダム下流0.5kmで名張川は木津川と合流する。この地点は、夢絃峡、弓ヶ淵として知られ、また、その下流には、木津川における木材流送の難所であった明神の滝がある。

## ギャラリー

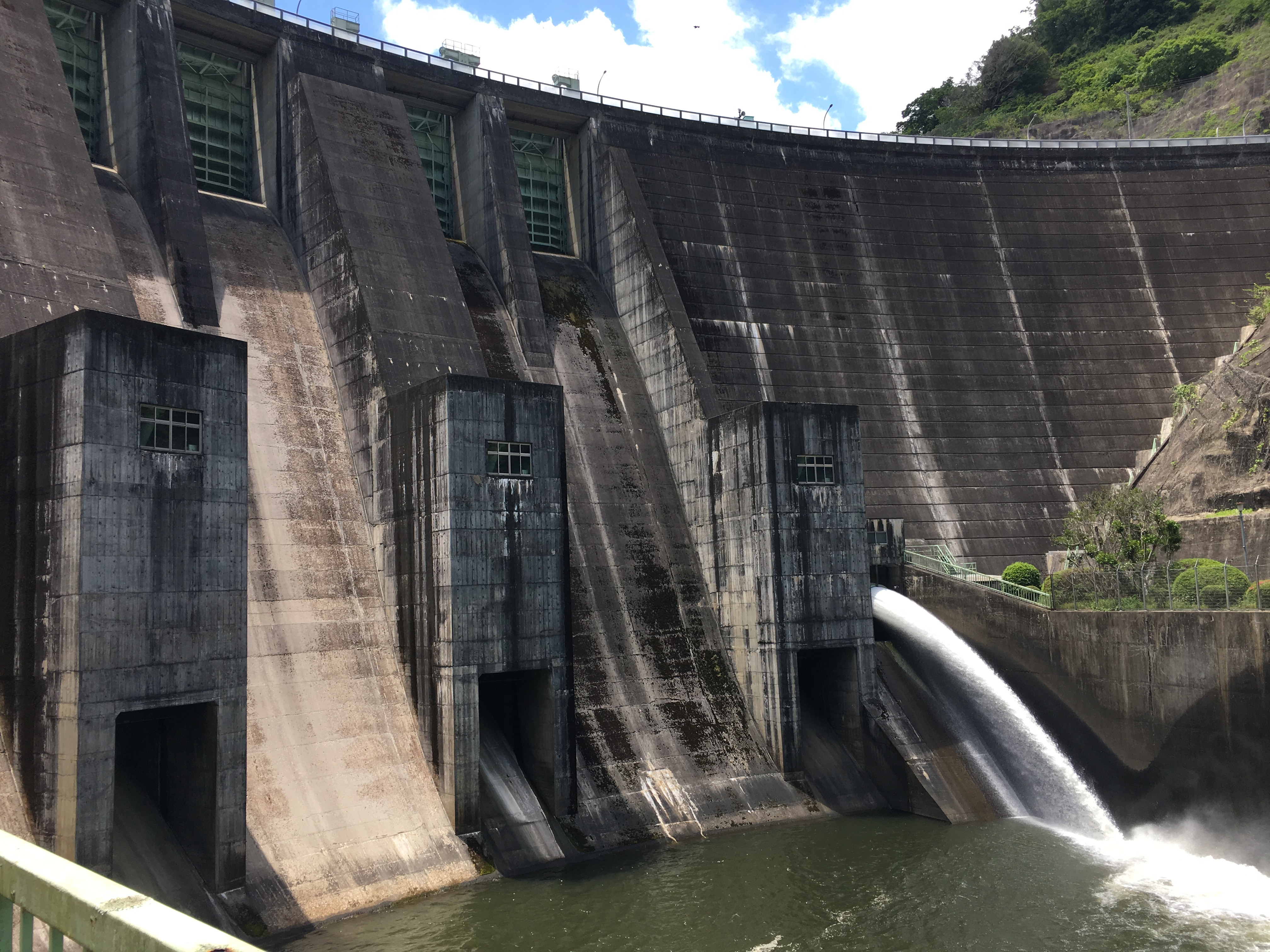
外観
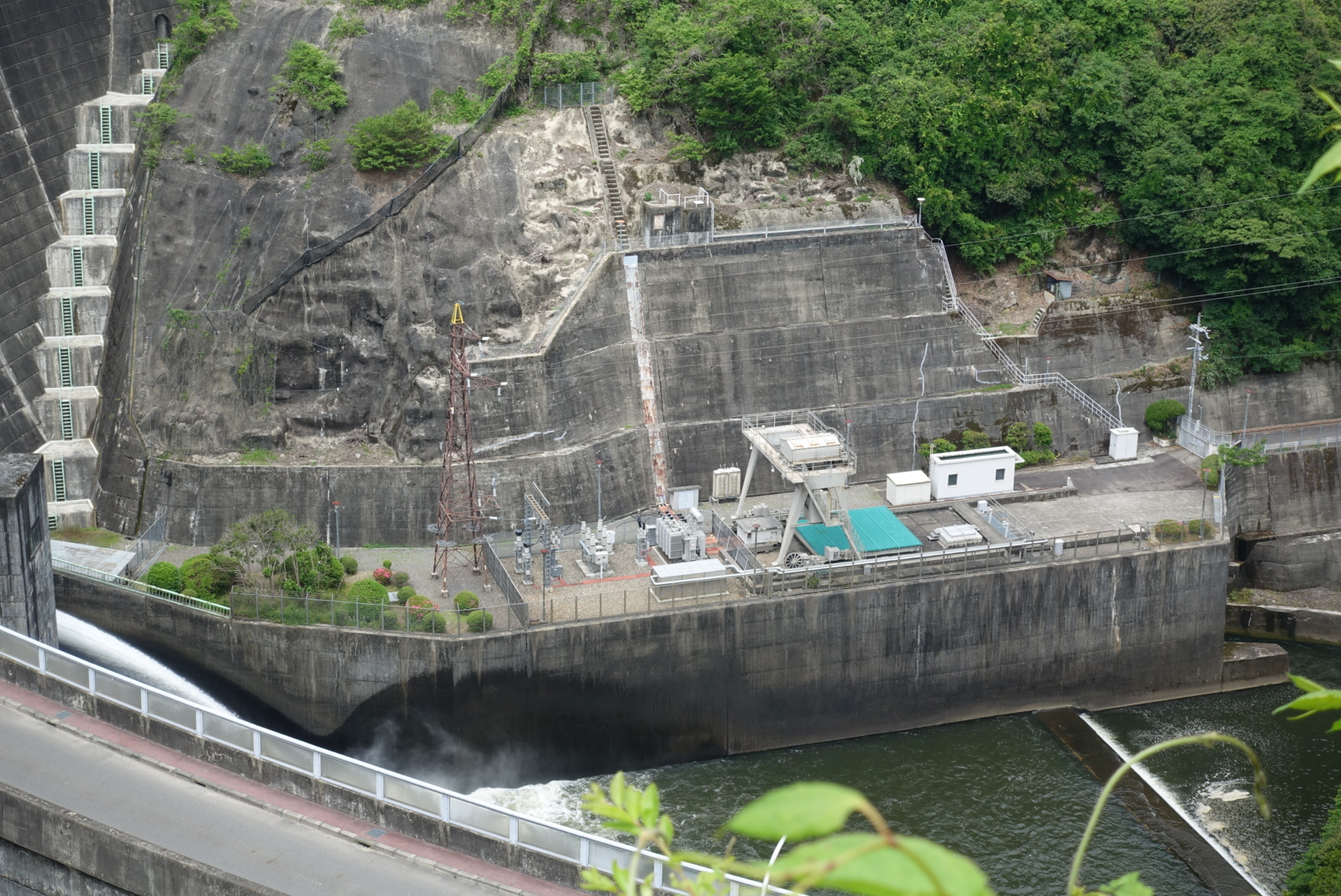
ダム内の関西電力発電施設
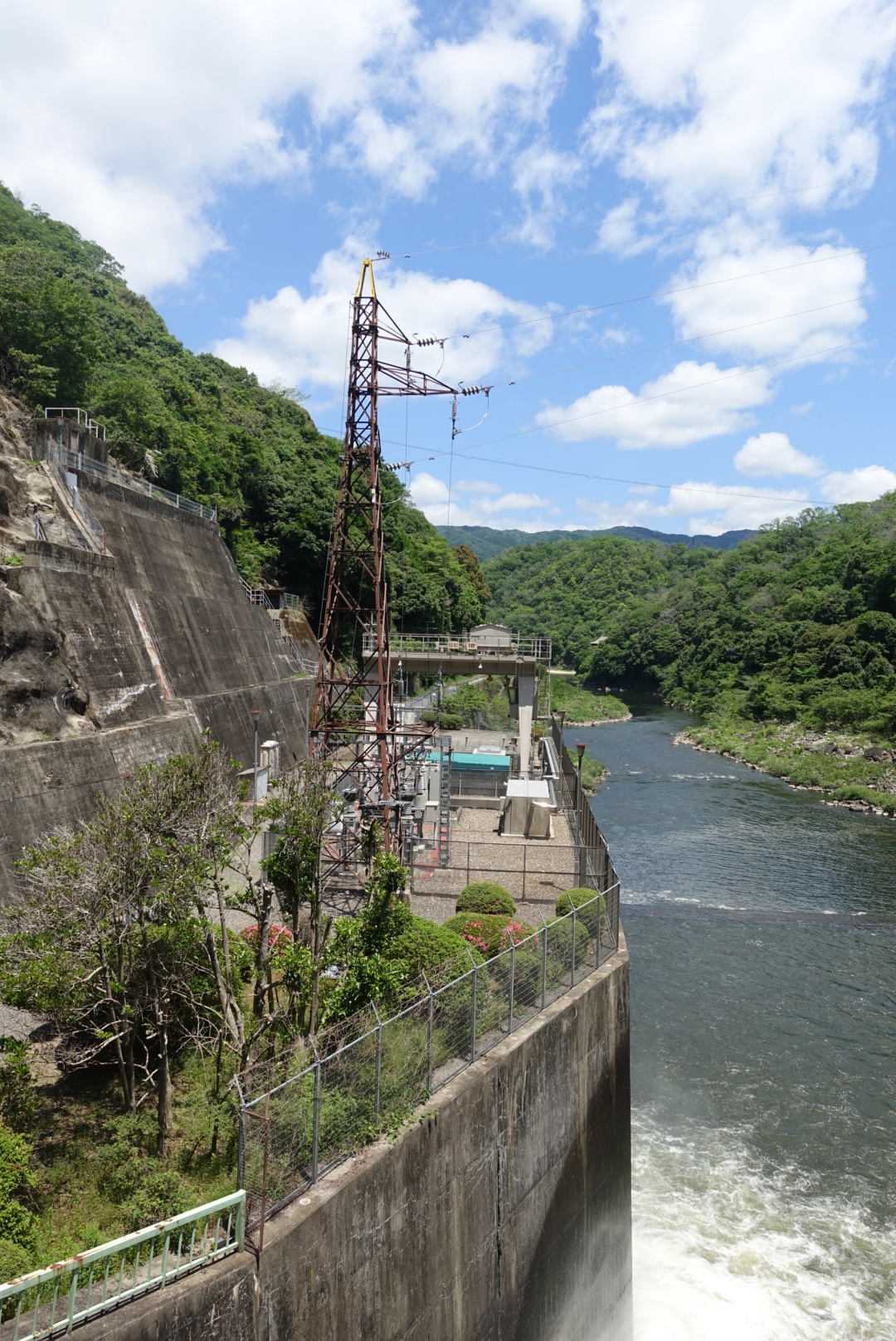
ダム内の関西電力発電施設
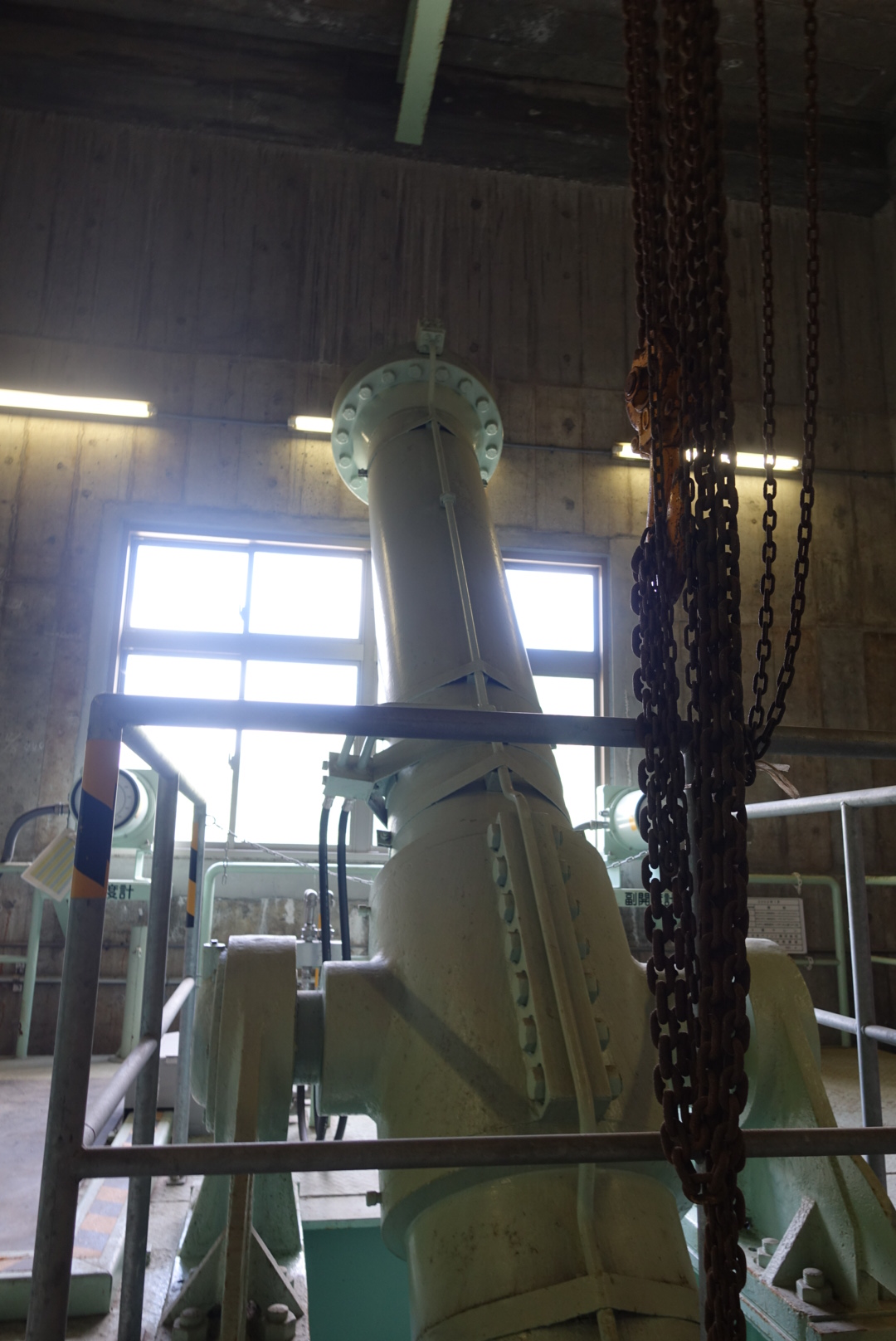
主放水設備4号ゲート内にある油圧シリンダー
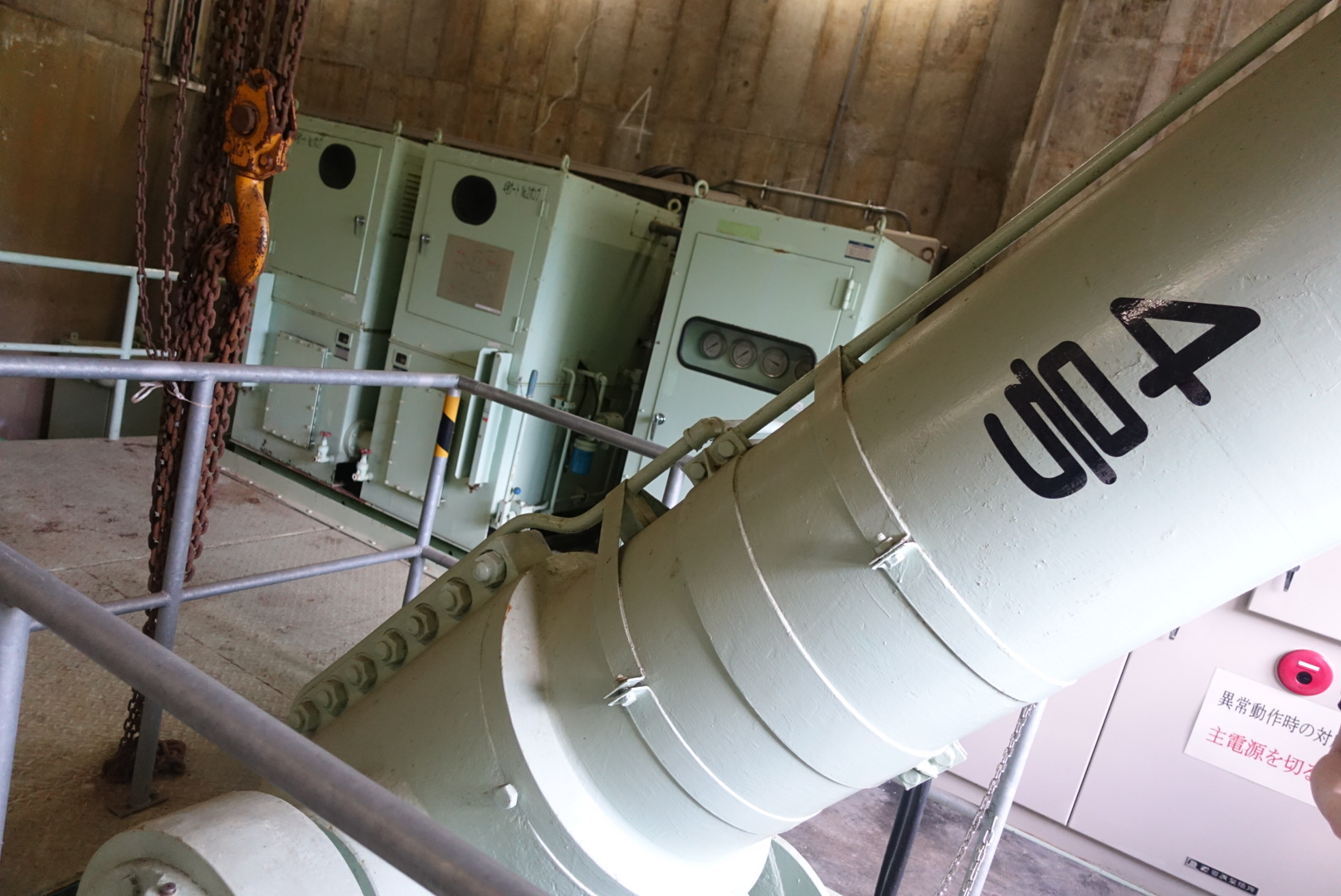
主放水設備4号ゲート内にある油圧シリンダー
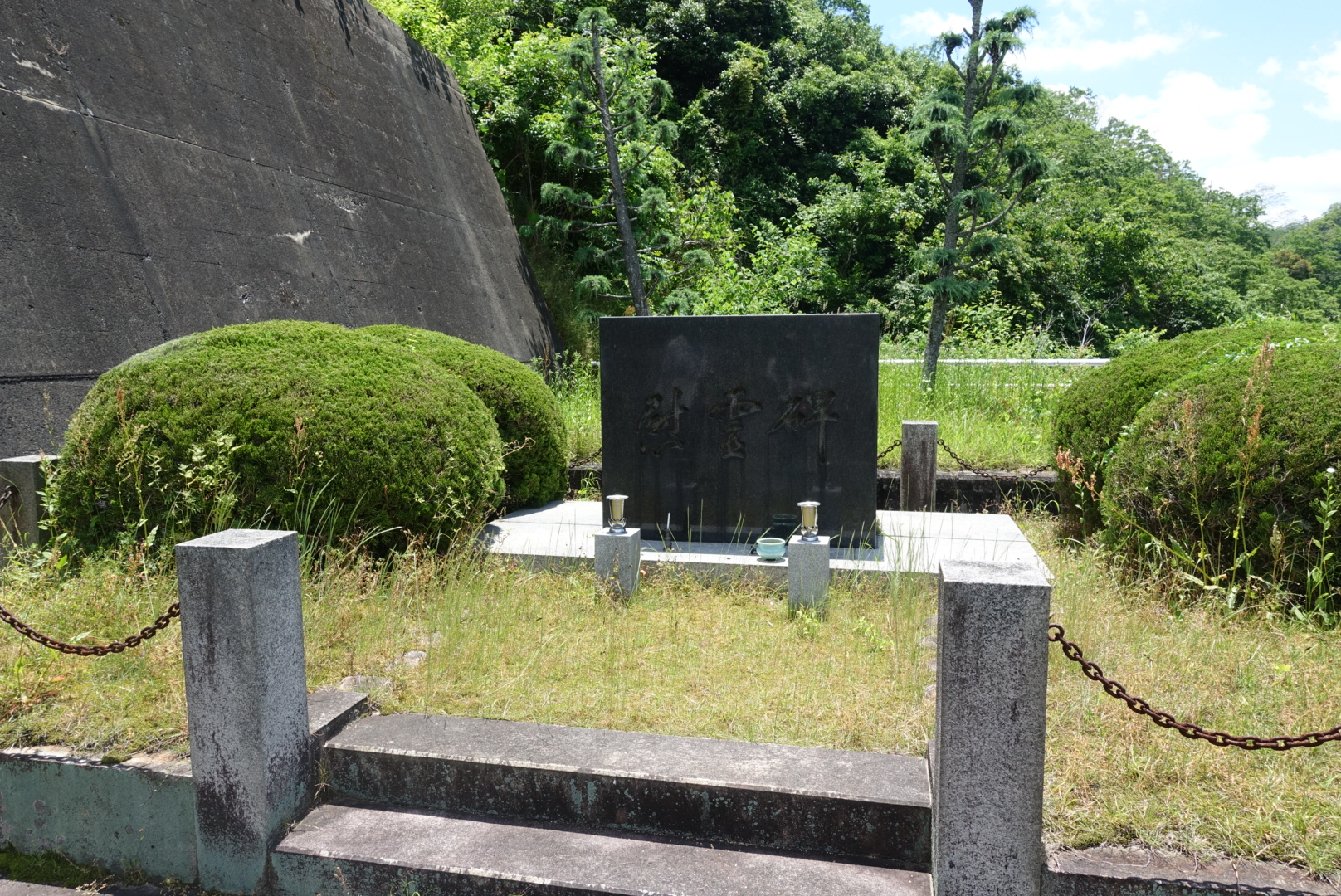
敷地内にある慰霊碑